# Зелена ліберальна партія Швейцарії
Зелена ліберальна партія (ЗЛП; нім. Grünliberale Partei der Schweiz; фр. Parti vert'libéral; італ. Partito verde liberale; ромш. Partida verda-liberala) — зелено-ліберальна політична партія Швейцарії. Заснована 2007 року, за підсумками виборів жовтня 2023 року має дванадцять місць у Федеральних зборах.
Партія була заснована 19 липня 2007 року чотирма кантональними відділеннями Партії зелених. Виступивши на виборах у жовтні 2007 року в кантонах Санкт-Галлен і Цюрих, вона здобула три місця у Національній раді. Місяць потому партія отримала місце у Раді кантонів — від кантону Цюрих її представляла Верена Дінер. З того часу партія розширила свою діяльність по всій Швейцарії та має представництво у законодавчих органах тринадцяти кантонів німецької Швейцарії та Романдії.
Зелені ліберали — партія, що позиціонує себе в політичному центрі, на відміну від Партії зелених, яка дотримується лівоцентристських і лівих поглядів. Партія прагне поєднувати лібералізм у сфері громадянських свобод і помірний економічний лібералізм із дотриманням принципів сталості довкілля. Політолог Андреас Ладнер охарактеризував їхню програму як «таку ж зелену, як і у Зелених», але «помітно менш ліву»:514. З 2011 року партія має власну парламентську фракцію у Федеральних зборах Швейцарії.

## Історія
2004 року двоє провідних членів Партії зелених у Цюриху — Верена Дінер і Мартін Боймле — вийшли з її лав, посилаючись на ліві тенденції та проблеми в організації, й заснували Зелену ліберальну партію Цюриха:513. Загальнонаціональна партія була створена 19 липня 2007 року чотирма кантональними відділеннями з такою ж назвою, які відокремилися від Партії зелених. До них входили організації в кантонах Цюрих, Базель-Ланд, Берн і Санкт-Галлен.
На виборах до Національної ради 22 жовтня 2007 року партія висувалася від кантонів Цюрих і Санкт-Галлен. Попри участь лише у двох кантонах, вона здобула 1,4 % голосів виборців по країні та три з 200 місць. У Цюриху результат становив 7 %, а в Санкт-Галлені — 3,2 %:513. Один із цих трьох депутатів раніше представляв Партію зелених у попередньому складі парламенту.
Місяць потому партія здобула місце в Раді кантонів — від кантону Цюрих її представляла Верена Дінер. Разом із першим проходженням Партії зелених це стало першим випадком з 1995 року, коли невелика партія отримала представництво в Раді кантонів. Після скликання Федеральних зборів ЗЛП приєдналася до фракції Християнсько-демократичної народної партії / Євангелічної народної партії / ЗЛП, що зробило її другою за чисельністю парламентською фракцією після Швейцарської народної партії. У 2010 році партія отримала ще одне місце в Раді кантонів — його посів Маркус Штадлер з Урі.
На парламентських виборах 2011 року ЗЛП стала одним із головних переможців, збільшивши частку голосів до 5,4 %:513 та підвищивши представництво в Національній раді з трьох до дванадцяти депутатів. Партія висувалася в 11 кантонах, отримавши від 2 % до 10,3 % голосів:513. У 2015 році вона зазнала невдачі, скоротивши представництво до семи місць і 4,6 % голосів, але у 2019 року відновила позиції, здобувши 16 місць із результатом 7,8 %. На виборах 2023 року партія здобула схожий результат — 7,6 %, але через невигідний розподіл мандатів за пропорційною системою втратила шість місць, залишивши за собою лише 10.
ЗЛП була однією з провідних політичних сил, що виступали за легалізацію одностатевих шлюбів у Швейцарії, яку було схвалено на факультативному референдумі 26 вересня 2021 року. У грудні 2023 року Федеральні збори обрали представника Зелених лібералів Віктора Россі на посаду федерального канцлера.

## Ідеологія та програма
Партія виступає за відмову від використання атомної енергії у Швейцарії та припинення будь-яких субсидій компаніям, що працюють у сфері ядерної енергетики. Водночас ЗЛП підтримує розвиток «зелених» технологій і чистих технологій (cleantech) через податкові пільги, розглядаючи їх як економічну можливість. Також партія виступає за криміналізацію тілесних покарань дітей.
В економічних і фіскальних питаннях ЗЛП дотримується більш правоцентристських позицій. Партія підтримує збереження збалансованого державного бюджету та продовження податкової конкуренції між кантонами Швейцарії. Вона також виступає за посилення регулювання великих швейцарських банків, таких як UBS, зокрема шляхом запровадження вимог до ліквідності.
Зелені ліберали підтримують тісніші відносини між ЄС і Швейцарією та в цьому питанні ідеологічно ближчі до соціал-демократів і Партії зелених, ніж до ВДП. Лібералів чи Швейцарської народної партії, оскільки виступають за приєднання Швейцарії до Європейської економічної зони. Водночас, на відміну від швейцарських лівих сил, ЗЛП підтримує скасування заборони на експорт зброї зі Швейцарії в Україну. Після різанини 7 жовтня в Ізраїлі федеральне відділення Зелених лібералів у пресрелізі також висловило підтримку рішенню Ізраїлю визнати Хамас терористичною організацією, а також закликало до жорсткішого контролю за швейцарською фінансовою допомогою Палестинській автономії.